# Heterorachis perviridis
Heterorachis perviridis är en fjärilsart som beskrevs av Louis Beethoven Prout 1912. Heterorachis perviridis ingår i släktet Heterorachis och familjen mätare. Inga underarter finns listade i Catalogue of Life.